# Karwno
Karwno (kaszub. Karwno, niem. Karwen) – wieś kaszubska w Polsce, położona w województwie pomorskim, w powiecie bytowskim, w gminie Czarna Dąbrówka.
W latach 1975–1998 wieś administracyjnie należała do województwa słupskiego.
Popegeerowska wieś z tradycjami położona na zachód od Czarnej Dąbrówki, na północnym stoku Doliny Łupawy. Nazwa wzmiankowana najwcześniej w 1371 roku jako Karwen. W końcu XV wieku istniała jako dobro rycerskie: najpierw należała do rodziny Pirchów, później kupiona przez rodzinę Goldbrechtów. Majątek ten wraz z młynem na rzece Łupawa w 1784 roku nabyli Wobeserowie, a od drugiej połowy XIX wieku do 1945 roku Karwno należało do gdańskiej rodziny Hennebergów. Od 1845 r. działała tu przez kilkadziesiąt lat huta szkła. Obecnie nie ma żadnych zakładów przemysłowych. We wsi znajduje się ciekawa pod względem architektonicznym leśniczówka, kościół filialny oraz świetlica wiejska. Największą atrakcją tego rejonu jest położone nieopodal jezioro Karwno.
Wieś stanowi sołectwo gminy Czarna Dąbrówka.